# 桃浦新村站
桃浦新村站，前称白丽新村站。位于上海普陀区桃浦镇武威路桃浦新村，为上海轨道交通11号线的车站。于2009年12月31日启用。
2024年12月12日，该站由于11号线事故停运；同日21时许，区间抢修结束，恢复运营。

## 车站结构

### 楼层分布
| 地面层   | 出入口             | 1-2、4出入口                     |  |  |
| 地下一层 | 站厅               | 票务服务、自动售票机、人工服务台 |  |  |
| 地下二层 |                    | █ 11号线 往嘉定北或花桥（南翔）  |  |  |
|          | 岛式站台，左侧开门 |                                  |  |  |
|          |                    | █ 11号线 往迪士尼（武威路）      |  |  |

## 车站出口
|          |                      |      |  |
| 出口编号 | 建议前往目的地       | 照片 |  |
| 1号口    | 武威路北侧，红棉路西 |      |  |
| 2号口    | 武威路南侧，红棉路西 |      |  |
| 4号口    | 武威路北侧，白丽路东 |      |  |

## 接驳交通

### 公交
117、323、562、742、750、838、859、虎南线、桃浦1路